# Ivar Damm
Ivar Damm, född 18 november 1862 i Angereds socken, Älvsborgs län, död 18 december 1917 i Gävle, var en svensk matematiker och läroverkslektor. Han var bror till Arvid Damm.
Damm, som var son till fabrikör Josef Damm och Henrika Löfholm, blev student vid Uppsala universitet 1881, filosofie kandidat 1888, filosofie licentiat 1892 och filosofie doktor 1896 på avhandlingen Bidrag till läran om kongruenser med primtalsmodyl. Han blev adjunkt vid högre allmänna läroverket i Uppsala 1893 och lektor i matematik och fysik vid högre allmänna läroverket i Gävle 1899. Han ägnade sig åt vittert författarskap, utgav Dikter (1891), Slumpen: Något om sannolikhetsberäkning och dess tillämpning på spel, lotterier, statistik, försäkringsväsen m.m. (1901) samt läroböcker och skrifter i matematik och fysik. Han tilldelades Svenska Akademiens andra pris 1889.